# Počasni doktorat
Počasni doktorat (lat. gradus doctoris honoris causa) dodjeljuje se uglednim osobama koje su svojim radom pridonijele napretku određenog sveučilišta, znanosti i kulturi pojedine države ili za značajni doprinos pojedinoj znanstvenoj ili kulturnoj grani. Postupak dodjele pokreću obrazloženim prijedlogom pojedina sveučilišna tijela, fakulteti ili pojedinci. Senat imenuje stručno povjerenstvo i donosi konačnu odluku na temelju izvješća toga povjerenstva.
Prema europskoj sveučilišnoj tradiciji dodjela počasnog doktorata izniman je događaj za sveučilište, a svaki počasni doktor osim časti i naslova prima na sebe čuvanje ugleda i dostojanstva sveučilišta. Diplome počasnih doktora svečanije su od ostalih diploma, pisane su latinskim jezikom, ovjerene potpisom rektora i promotora te opečaćene suhim žigom sveučilišta utisnutim u pečatni vosak.